# Европеец (журнал)
«Европеец» — «журнал наук и словесности», издававшийся Иваном Киреевским в Москве в 1832 году. В журналистике 1830-х гг., где первое место занимали Греч, Булгарин и Сенковский, не отличавшиеся идейной выдержкой, «Европеец» занимал особое место. В журнале приняли участие представители аристократической группы писателей: Жуковский, Баратынский, Языков, Хомяков, А. И. Тургенев и др., часть которых вместе с Иваном Киреевским входила в «Общество любомудрия» ещё в 1823—1825 годах. Руководящие статьи журнала принадлежали издателю. Об идеологической завершённости «Европейца» говорить трудно, так как журнал был запрещён после первых двух номеров (третий сохранился лишь в типографском экземпляре).
В основных статьях «Европейца» сказалась, хотя и не вполне отчётливо, программа того общественного направления, которое получило в 1840-х гг. название славянофильства. Насколько однако ещё неясна была эта позиция, можно судить по тому, что, как заметил ещё Герцен, первый славянофильский журнал назвал себя «Европейцем», а первый западнический — «Отечественными записками».
Причиной запрещения журнала была статья Ивана Киреевского «Девятнадцатый век», помещённая в первом номере. В статье Киреевского была усмотрена политическая пропаганда под видом литературной критики, «рассуждение о высшей политике», свободе, революции, конституции и т. д.; автор был признан «человеком неблагомыслящим и неблагонадёжным». Журнал был закрыт, пострадал и цензор — С. Т. Аксаков. Друзья безуспешно пытались помочь Киреевскому. В. А. Жуковский несколько раз обращался к начальнику Третьего отделения А. Х. Бенкендорфу и Николаю I с просьбами переменить несправедливое решение. Но даже «забастовка» Жуковского, когда он две недели в знак протеста отказывался заниматься с наследником престола Александром, не привела к положительным для Киреевского и его журнала результатам.